# Laszkiwci
Laszkiwci (ukr. Ляшківці) – wieś na Ukrainie, w obwodzie czernihowskim, w rejonie koriukowskim, w hromadzie Sośnica. W 2024 liczyła 7 mieszkańców.